# Matelea pedicellata
Matelea pedicellata là một loài thực vật có hoa trong họ La bố ma. Loài này được (Malme) Morillo mô tả khoa học đầu tiên năm 1983.